# براهمداغ‌بوگتی
برهمداغ بوگتی سیاستمدار بلوچ و رهبر  حزب جمهوری خواه بلوچستان  که از ۲۰۱۸ در تبعید خودخواسته در سوییس به سر می برد

## زندگی‌نامه
برهمداغ بوگتی در سال ۱۹۸۰ در دیره بگتی در بلوچستان پاکستان به دنیا آمد او فعالیت سیاسی خود را در دوران دانشجویی در دانشگاه سیبی آغاز کرد و سازمان دانشجویان جمهوری خواه بلوچستان را تاسیس کرد او در از سال ۲۰۰۸ از حزب جمهوری وطن جدا شد و حزب جمهوری خواه بلوچستان را تاسیس کرد که در همان سال شاخه مسلح آن با نام ارتش جمهوری خواه بلوچستان نیز تاسیس شد